# Шестаковская (Вологодская область)
Шестаковская — деревня в Сямженском районе Вологодской области.
Входит в состав Коробицынского сельского поселения, с точки зрения административно-территориального деления — в Голузинский сельсовет.
Расстояние до районного центра Сямжи по автодороге — 65 км, до центра муниципального образования Георгиевской по прямой — 19 км. Ближайшие населённые пункты — Пилигино, Марьинская, Голузино.
По переписи 2002 года население — 5 человек.